# 100-talet f.Kr.
Denna artikel handlar om seklet 100-talet f.Kr., åren 199-100 f.Kr. För decenniet 100-talet f.Kr., åren 109-100 f.Kr., se 100-talet f.Kr. (decennium).

## Händelser
- 191 f.Kr. - Den romerska kalendern justeras då den ligger fyra månader före årstiderna.
- 146 f.Kr. - Kartago faller.
- 111 f.Kr. - Rom ödeläggs av en brand.
- 100 f.Kr. - Elefanter blir utrotade i Mellanöstern.
- Staden Kafarnaum (Kapernaum; nuvarande Kefar Nahum) grundas vid Gennesaretsjöns norra strand.
- De tidigaste kviltade föremålen man funnit är mattor från Sibirien, vilka härrör från detta århundrade.

## Födda
- 190 f.Kr. - Hipparchos, grekisk astronom och matematiker.
- 161 f.Kr. - Kleopatra III, egyptisk drottning.
- 13 juli 100 f.Kr. - Julius Caesar, romersk militär och statsman.

## Avlidna
- 190 f.Kr. - Apollonios från Perga, grekisk astronom och matematiker.
- 183 eller 182 f.Kr. - Hannibal, karthagisk fältherre.
- 176 f.Kr. - Kleopatra I, egyptisk drottning.
- 101 f.Kr. - Kleopatra III, egyptisk drottning.